# 思い出のカテリーナ
「思い出のカテリーナ」は、1967年12月5日に日本ビクター（現：JVCケンウッド）の音楽レコード事業部のビクターレコード（現：JVCケンウッド・ビクターエンタテインメント）より発売された橋幸夫の94枚目のシングルである（SV-636）。

## 概要
- 橋は恩師にあたる作詞家の佐伯孝夫、作曲家の吉田正の一連のリズム歌謡で、いち早くエレキサウンドを導入し、第7回日本レコード大賞企画賞も受賞、その後も「恋と涙の太陽」（66年6月）「恋のメキシカン・ロック」（67年5月）を発表し、楽曲に加え映画でもヒットを続けたが、吉田正は「恋のメキシカン・ロック」を最後にリズム歌謡から卒業した。
- これについて後年吉田は「（一連のリズム歌謡は）橋君の人気や季節感も相まって相当にヒットした。しかし、日本でも、やがてグループ・サウンズ（GS）が....自分たちのオリジナルを携えて登場してきたのを見て、この方面の仕事は辞めた。若い世代には若い世代の独自の世界と音楽がそこにあると思ったからだ」と述べている[1]。
- このため橋は、リズム歌謡の後継曲については、別の作家との共演を余儀なくされ、以前から交流のあった作曲家のすぎやまこういちに楽曲作成を依頼し、本曲が制作された。
- すぎやまはGSのザ・タイガースの大半の曲を提供するなど、当時ＧＳ系のヒットメーカであった。
- 独身時代の橋は、新築した善福寺の自宅とは別に、すぎやまと同じ都内のマンションに住み（同一階で隣同士）、「良く一緒に遊んで、面白かった....お互い組んでやりたかった」と当時を回想している[2]。
- 作詞はすぎやまと組んでGSのヒット曲の詞を多く手がけていた橋本淳
- なお、橋の楽曲ではじめてダブルエコー（ボーカルの多重録音）が採用されている[3]。
- バックで「津々美洋とオールスターズ・ワゴン」が参加しているが、橋の楽曲では「若者の子守唄」（SV-599）についで2度目である[4]。
- c/wの「銀座で逢った人だから」も同じ作家による楽曲である。
- 翌年には、再び橋本淳作詞、すぎやまこういち作曲で「雨のロマン（c/w 虹のレーク・タウン）」を発表している。また。橋はすぎやまの全編作曲でオリジナルアルバム「源氏物語」を制作している。

## 収録曲
1. 思い出のカテリーナ
作詞：橋本淳、作・編曲：すぎやまこういち
2. 銀座で逢った人だから
作詞：橋本淳、作・編曲：すぎやまこういち

## 参加アーチスト
津々美洋とオールスターズ・ワゴン

## 収録アルバム
- 『＜TWIN BEST＞』（1998.11.06）
- 『橋幸夫が選んだ橋幸夫ベスト40曲』（2000.10.04）
- 『橋幸夫ベスト～盆ダンス～』（200511.23）